# Skolor i Borlänge
Skolor i Borlänge utgörs av fem gymnasieskolor, sju högstadieskolor och en högskola.
I Borlänge finns för närvarande fem gymnasieskolor. Fyra av dem är kommunala: Soltorgsgymnasiet, Hagagymnasiet (egentligen Hagaskolan), Erikslundsgymnasiet och Hushagsgymnasiet. Den femte och nyaste gymnasieskolan är Helixgymnasiet och är en friskola.
Det finns också 7 stycken högstadieskolor. Maserskolan, Domnarvets skola, Gylle Skola, Forssaklackskolan, Ornäs skola, den kristna friskolan Immanuelskolan och friskolan Kunskapsskolan.
Borlänge har en högskola, Högskolan Dalarna. På senare år har en högskoleutbildning i musik skapats på en skola vid namn "Boomtown". Skolan är en filial till musikhögskolan i Piteå.

## Gymnasier

### Hagagymnasiet
Hagagymnasiet (egentligen Hagaskolan, före detta Borlänge högre allmänna läroverk) i Borlänge är en gymnasieskola i Dalarna. Följande program finns att läsa på Hagagymnasiet i Borlänge: barn- och fritidsprogrammet , försäljnings- och serviceprogrammet, ekonomiprogrammet, samhällsvetenskapsprogrammet samt vård- och omsorgsprogrammet.
Alumni:
- Lars Ramqvist
- Lars Roos
- Jessica Olérs

### Helixgymnasiet
Helixgymnasiet (HG) är en fristående gymnasieskola som startade sin verksamhet i Borlänge hösten år 2006. Skolan är riksrekryterande och erbjuder specialutformade program inom informationsteknik (IT), teknik, naturvetenskap och Digital Design. Skolan är lokaliserad på Jussi Björlings torg i Borlänge Centrum.

### Soltorgsgymnasiet
Soltorgsgymnasiet är en kommunal gymnasieskola med cirka 480 elever fördelade på naturvetenskapsprogrammet, teknikprogrammet och tvärvetarprogrammet.